# جيبق
الجيبق (الاسم العلمي: Japyx) هو جنس من الحيوانات يتبع الفصيلة الجيبقية من رتبة ثنائيات الذنب.

## أنواع الجيبق
- جيبق ثنائي الأسنان
- جيبق تكساني
- جيبق تيرنري